# Daniele De Rossi
Daniele De Rossi  (Ufficiale OMRI) (Róma, 1983. július 24. –) olasz válogatott labdarúgó, edző.
De Rossi a 2001-02-es szezonban lett az AS Roma profija, a következő évben a Serie A-ban is bemutatkozott. Kétszer nyerte meg az olasz kupát, 2007-ben a szuperkupát. 2006-ban ő nyerte a Serie A Év fiatal labdarúgója díjat, 2009-ben ő lett az év olasz labdarúgója.
De Rossi U19-es, U20-as, U21-es és felnőttszinten képviselte hazáját, részt vett a 2004-es olimpián is, ahol bronzérmet nyert. Válogatottbeli debütálása óta 99 mérkőzésen játszott. 16 góllal ő a legtöbb válogatott gólt lövő olasz középpályás. Részt vett a 2006-os labdarúgó-világbajnokságon, amelyet megnyertek, de ott volt a 2008-as labdarúgó-Európa-bajnokságon, a 2009-es konföderációs kupa olasz keretében, a 2010-es labdarúgó-világbajnokságon, az ezüstéremmel zárult 2012-es labdarúgó-Európa-bajnokságon, a 2013-as konföderációs kupa olasz keretében és a 2014-es labdarúgó-világbajnokságon is. Bekerült a 2012-es Európa-bajnokság álomcsapatába is. 2009-ben az L'Épique francia sportmagazin a világ 8. legjobb középpályásának választotta.
117 válogatottságával Gianluigi Buffon, Paolo Maldini és Fabio Cannavaro mögött negyedik helyen áll az örökranglistán a válogatottban lejátszott meccsek száma alapján, ezeken a mérkőzéseken 21 gólt szerzett.
2019 januárjában bejelentette visszavonulását.

## Klubcsapatban

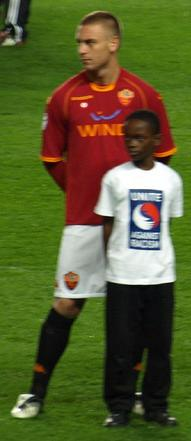
De Rossi az AS Roma színeiben

De Rossi 2000-ben szerződött az AS Romába az Ostiamare csapatától, ahol csatárként játszott. Az első csapatban 2001. október 10-én debütált a belga Anderlecht elleni UEFA-bajnokok ligája-találkozón. A Serie A-ban 2003. január 25-én debütált a Como ellen. 2003. május 10-én kezdett először, ekkor a Torino ellen játszottak.
2006 márciusában Mauro Bergonzi játékvezető megdicsérte De Rossit fair play játéka miatt. A Roma 1–0-ra hátrányban volt az Messina elleni bajnokin, amikor De Rossi kézzel egyenlített, Bergonzi azonban nem látta az esetet és megadta a gólt. De De Rossi elmondta az esetet a sípmesternek, aki érvénytelenítette a gólt. Az AS Roma 2–1-re nyert.
A 2006–07-es szezonban De Rossi távolról lőtt bombagólt a Sébastien Frey által őrzött firenzei kapuba. Ez volt a Roma első gólja a háromból. Ő lőtte a Manchester United elleni Bajnokok Ligája-negyeddöntő egyetlen római gólját is. A 2006–2007-es idényben klubjával megnyerte az olasz kupát, majd a szuperkupát is.
2012 februárjában De Rossi új, 5 évre szóló megállapodást írt alá. A szerződés értelmében ő lett a Serie A legjobban kereső olasz labdarúgója éves szinten bruttó 10 millió eurós fizetéssel. Korábban is az AS Roma tartotta a rekordot: Francesco Totti a 2009–10-es szezonban 8,9 milliót keresett.
A 2011–12-es szezont 32 mérkőzésen szerzett 4 góllal fejezte be. A 2012–13-as szezonban már csak 25 találkozón lépett pályára. Zdeněk Zeman gyakran kritizálta a középpályás teljesítményét. Nem lőtt gólt.
A Roma sorozatban 10 bajnoki győzelemmel kezdte a 2013–14-es szezont. Első gólját a Livorno ellen lőtte.
A Napoli ellen nagyon fontos szerepet játszott, az első félidőben 0–0-nál a gólvonalról mentett. Végül két Miralem Pjanić-góllal nyertek. Totti térdsérülése után De Rossi az AS Roma csapatkapitánya lehetett, három sikeres döntetlent játszottak a Torino, a Sassuolo és a Cagliari ellen, és egy pontra feljöttek a Juventus mögé. De Rossi véleménye szerint a Roma hosszútávon nem lehet versenyben a Scudettoért, mert a Juventus és a Napoli kerete nagyobb és erősebb. Egy interjúban elismerte, nyáron közel állt a Manchester Unitedhez, de megállapodás nem született, mert túl közel volt az átigazolási időszak vége. Azt is mondta, boldog, hogy Rómában maradt, habár jelenleg rosszul szerepeltek.
De Rossit azonnali poros lappal állították ki a Juventus elleni 3–0-s kudarc alkalmával, ezzel a téli szünet utáni első mérkőzésükön elszenvedték szezonbeli első vereségüket. Ezzel visszaestek a második helyre, nyolc ponttal a Bianconeri mögé.

## Válogatottban

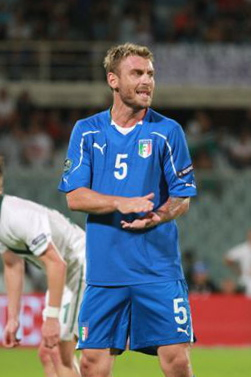
Olasz mezben

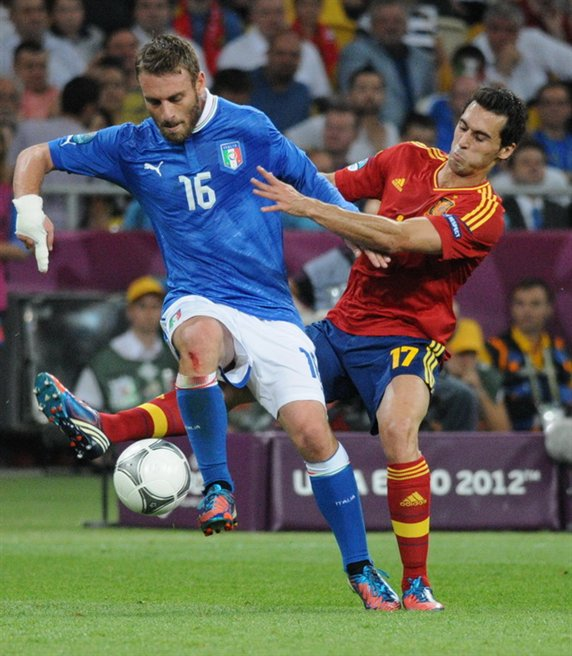
De Rossi és Álvaro Arbeloa a 2012-es Európa-bajnoki döntőben

De Rossi 16 mérkőzést játszott az U21-es válogatottban, a 2004-es U21-es labdarúgó-Európa-bajnokságot megnyerő csapat alapembere volt. Ugyanebben az évben a válogatottal bronzérmes lett az athéni olimpián. Pár héttel Görögországból való hazatérése után 21 évesen bemutatkozhatott a felnőttválogatottban a Norvégia elleni 2004-es 2006-os labdarúgó-világbajnokság-selejtezőn (2–1). De Rossi az olasz válogatott leggólerősebb középpályása 16 góljával, amit 98 meccsen szerzett. A 2006-os világbajnok Gianluca Zambrotta társaságában a 6. legtöbb válogatottsággal rendelkező olasz játékos.

### 2006-os labdarúgó-világbajnokság
De Rossi bekerült a 2006-os labdarúgó-világbajnokságra készülő olasz keretbe, a Ghána elleni nyitómeccsen jól játszott, azonban a 10. percben begyűjtött egy sárga lapos figyelmeztetést. A második csoportmeccsen, az amerikai csapat elleni találkozón azonnali piros lapot kapott Brian McBride arcon könyökléséért. McBride vérezve hagyta el a gyepet, de az ápolás után visszatért, később három öltéssel varrták össze arcát. A BBC szerint De Rossi "feleslegesen leégette magát egy ostoba, felesleges könyökléssel." De Rossi később bocsánatot kért az amerikaitól, aki megdicsérte, mondván: "igazi klasszisként viselkedett." De Rossit a FIFA négy meccsre eltiltotta és 10 000 svájci frank megfizetésére kötelezte.
Négymeccses eltiltása után a döntőben tért vissza, a franciák ellen a 61. percben lépett pályára római csapattársa, Francesco Totti cseréjeként. Az 1–1-gyel véget ért rendes játékidő és hosszabbítás után belőtte az olaszok harmadik büntetőjét, végül elhódították negyedik világbajnoki címüket.

### 2008-as labdarúgó-Európa-bajnokság
De Rossi az olasz válogatott összes Európa-bajnoki selejtezőjén játszott, Grúzia ellen gólt lőtt. Megkapta a 10-es mezt Francesco Totti válogatottból való visszavonulása után. Háromszor vezette ki csapatát csapatkapitányként, két barátságos mérkőzésen Dél-Afrika (2007. október 16.) és Portugália (2008. február 6.) ellen, a Feröer elleni selejtezőn pedig tétmeccsen is viselhette a karszalagot. A 2008-as labdarúgó-Európa-bajnokságon De Rossi szabadrúgása megpattant Thierry Henry bal cipőjén, a június 17-i találkozón 2–0-ra győzték le a franciákat. Ez volt az ötödik válogatott gólja, Olaszország a negyeddöntőbe jutott. A Spanyolország elleni negyeddöntő tizenegyespárbajában büntetőjét Iker Casillas kivédte, 4–2-re kikaptak. 2008. szeptember 10-én duplázott először a válogatottban, ekkor ismét Grúzia ellen játszottak.

### 2009-es konföderációs kupa
Június 15-én a 2009-es konföderációs kupa keretében játszottak az amerikaiakkal, a 71. percben De Rossi távoli lövéssel szerezte meg a vezetést. Ezzel a góllal Olaszország 2–1-re vezetett, miután Landon Donovan első félidei találatát Giuseppe Rossi egyenlítette ki. Végül 3–1-re nyertek, miután Andrea Pirlo előkészítette az amerikai születésű csatár második gólját. A következő két meccset elvesztették Egyiptom és Brazília ellen, végül hármas holtverseny után estek ki, rajtuk kívül az USA és Egyiptom is 3 ponttal állt.
Sokak De Rossit várták Olaszország következő csapatkapitányának Fabio Cannavaro visszavonulása után. Az olasz szurkolók kedvence volt, fontos szerepet kapott a támadásokban, igazi box-to-box játékos volt. Nagyon fontos gólokat lőtt a 2008–09-es világbajnoki selejtezőkön. Klubjában De Rossi főleg védekező középpályást játszott, ám az Azurriban Gennaro Gattuso miatt előrébb kellett játszania, ez meg is látszott a gólmutatóján.

### 2010-es labdarúgó-világbajnokság
De Rossi lőtte a 2010-es labdarúgó-világbajnokság első olasz gólját, Paraguay ellen alakította 1–1-re az állást. A második csoportmeccsen Új-Zéland ellen a büntetőterületen belül szabálytalankodott, ezzel alakult ki az 1–1-es végeredmény. A címvédők elvesztették utolsó meccsüket, így győzelem nélkül, utolsó helyen estek ki a csoportjukból.

### 2012-es labdarúgó-Európa-bajnokság

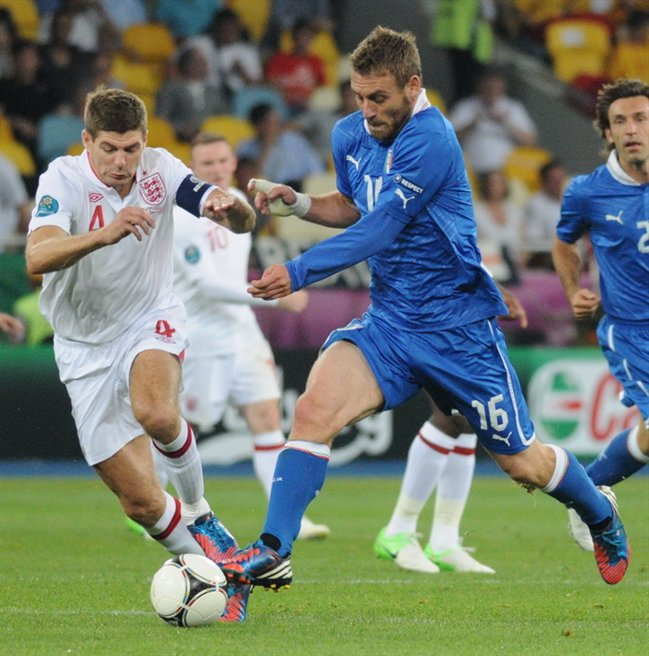
De Rossi (jobbra) az angol Steven Gerrarddal az olasz labdarúgó-válogatott Anglia elleni Európa-bajnoki negyeddöntőjében

Barzagli torna előtti sérülése azt eredményezte, hogy De Rossinak középhátvédet kell játszania a háromvédős rendszerben Chiellini és Bonucci közt, a 3-5-2-es felállásban jól helytállt a spanyolok és a horvátok elleni csoportmeccseken, akkor is, amikor ideiglenesen Thiago Motta és Riccardo Montolivo helyét kellett betöltenie a középpályán. Az utolsó, Írország elleni csoporttalálkozón a középpályán játszott Claudio Marchisio és Andrea Pirlo társaságában. A büntetőpárbajba torkolló Anglia elleni negyeddöntőben is ezen a poszton játszott. Végigjátszotta a németek elleni elődöntőt és a spanyolok ellen 4–0-ra elvesztett döntőt. A tornán nyújtott teljesítménye jutalmául bekerült az álomcsapatba.

### 2013-as konföderációs kupa
2013 júniusában De Rossi bekerült a 2013-as konföderációs kupa olasz keretébe, a második csoportmeccsen Japán ellen 4–3-ra megnyert találkozón gólt szerzett. A sikerrel történelmük során először bejutottak az elődöntőbe. Végül a 3. helyen végeztek.

### 2014-es labdarúgó-világbajnokság
De Rossi bekerült Cesare Prandelli 23 fős világbajnoki keretébe, a brazíliai tornára készülő keretben klubja egyetlen játékosa volt. Az első meccsen megverték Angliát, De Rossi jól játszott a védelem elején, a középpályán. Csak Pirlo adott nála több passzt, 105 kísérletéből 99 passz ment emberhez, ez 94%-os mutató. A csapat átlaga is kiemelkedően jó, 93,2%-os lett, ez az 1966-os dán csapat óta a legjobb mutató, 602 passzukból 561 volt jó. Másik két meccsüket elvesztették, Costa Rica és Uruguay jutott tovább, mögöttük harmadikak lettek, az olaszok sorozatban második világbajnokságukon estek ki a csoportkörben. De Rossi játszott a közép-amerikaiak ellen, de az utolsó fordulóban az Uruguay ellen 1-0-ra elvesztett meccsen sérülés miatt nem játszott.

## Edzőként
2020 decemberében kezdte el az UEFA A licenctanfolyamát. 2021. március 18-án nevezték Roberto Mancini segédjének az Olasz labdarúgó-válogatottnál. Miután elvégezte az UEFA A edzői tanfolyamát, csatlakozott az Olasz Labdarúgó-szövetséghez, az ifjúsági válogatottak képviselőinek technikai munkatársaként. 2022 januárjában visszatért a válogatotthoz. 2022 szeptemberében felvételt nyert az Olasz Labdarúgó-szövetség által szervezett UEFA Pro éves edzői kurzusára.
2022. október 11-én nevezték ki a SPAL új menedzserének. 2023. február 14-én menesztették gyenge eredmények miatt. 2024. január 16-án az AS Roma vezetőedzőjének nevezték ki a szezon végéig, ahol José Mourinhót váltotta. Első mérkőzésén a Roma 2-1 legyőzte a Hellas Verona FC-t.

## Játékstílusa
De Rossit gyakran "teljes középpályásként" jellemzik szerelései, meglátásai, tudatossága, passzai, erőssége és góllövőképessége miatt. Technikás, igazi csapatjátékos, dicsérték vezérségéért, cseleiért, sebességéért, fáradhatatlanságáért, területi képességeiért, erős távoli lövéseiért és helyezkedéséért. Szintén jó büntetőrúgó. Tehetsége ellenére gyakran kritizálták, hogy túl agresszív, túl sok lapot kap feleslegesen. Könnyen átmegy box-to-box stílusba, a világklasszis Lampardoz és Gerrardhoz hasonlít, akiket az olasz nagyra tart. A menedzserek és az újságírók generációja egyik legnagyobb olasz középpályásának tartják. De Rossi sokoldalú, taktikailag intelligens középpályás, a középpálya szinte minden pontján, védekező és támadó pozícióba is jó teljesítményre képes. Néha védőt vagy söprögetőt játszik.

## Magánélete

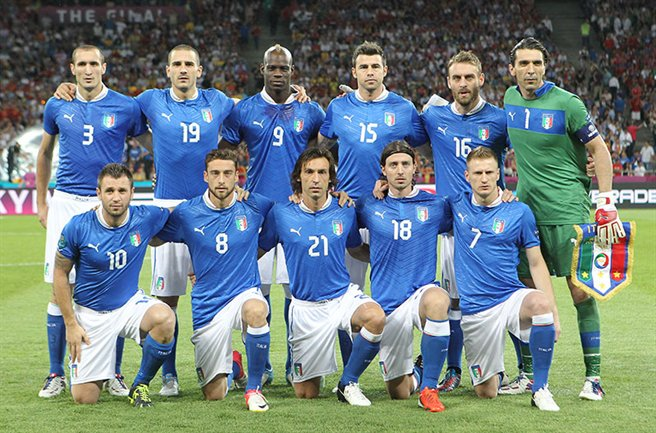
De Rossi és Olaszország a 2012-es Európa-bajnoki döntőn

De Rossi Rómában született. Édesapja a korábbi Roma-játékos Alberto De Rossi, az AS Roma tartalékcsapatának edzője.Volt felesége Tamara Pisnoli, akit 2006. május 18-án vett el, lányuk Gaia, de a hölgy az édesanyja a Mediaset-táncos Sarabandának is.
De Rossi a 27-es mezben debütált a Romában, amit két szezonon át viselt. Ezután a 4-es számra váltott, amit a 2006-os világbajnokságon is viselt. A 2005–2006-os szezon óta 16-os mezben játszik.
A 2008-as Európa-bajnokság alatt De Rossi lett a Pringles arca, együtt a torna több sztárjával, mint például Thierry Henry, Fernando Torres, Alexander Frei, Philipp Lahm, és Michael Owen.
De Rossi szerepelt a FIFA 09 olasz kiadásának borítóján.

## Statisztikák
2014. február 9. szerint

### Klubcsapatban
| Csapat                   | Szezon                   | Serie A | Serie A | Coppa Italia | Coppa Italia | Európai sorozatok1 | Európai sorozatok1 | Egyéb tornák2 | Egyéb tornák2 | Összesen | Összesen |
| Csapat                   | Szezon                   | Meccs   | Gól     | Meccs        | Gól          | Meccs              | Gól                | Meccs         | Gól           | Meccs    | Gól      |
| ------------------------ | ------------------------ | ------- | ------- | ------------ | ------------ | ------------------ | ------------------ | ------------- | ------------- | -------- | -------- |
| AS Roma                  | 2001–02                  | -       | -       | 3            | 0            | 1                  | 0                  | -             | -             | 4        | 0        |
| AS Roma                  | 2002–03                  | 4       | 2       | 2            | 0            | -                  | -                  | -             | -             | 6        | 2        |
| AS Roma                  | 2003–04                  | 17      | 0       | 4            | 0            | 6                  | 1                  | -             | -             | 27       | 1        |
| AS Roma                  | 2004–05                  | 30      | 2       | 5            | 1            | 2                  | 1                  | -             | -             | 37       | 4        |
| AS Roma                  | 2005–06                  | 34      | 6       | 4            | 0            | 7                  | 0                  | -             | -             | 45       | 6        |
| AS Roma                  | 2006–07                  | 36      | 2       | 8            | 2            | 10                 | 2                  | 1             | 0             | 55       | 6        |
| AS Roma                  | 2007–08                  | 34      | 5       | 6            | 0            | 10                 | 0                  | 1             | 1             | 51       | 6        |
| AS Roma                  | 2008–09                  | 33      | 3       | 2            | 0            | 7                  | 0                  | 1             | 1             | 43       | 4        |
| AS Roma                  | 2009–10                  | 33      | 7       | 4            | 1            | 12                 | 3                  | -             | -             | 49       | 11       |
| AS Roma                  | 2010–11                  | 28      | 2       | 4            | 0            | 7                  | 1                  | 1             | 0             | 40       | 3        |
| AS Roma                  | 2011–12                  | 32      | 4       | -            | -            | -                  | -                  | -             | -             | 32       | 4        |
| AS Roma                  | 2012–13                  | 25      | 0       | 4            | 0            | -                  | -                  | -             | -             | 29       | 0        |
| AS Roma                  | 2013–14                  | 26      | 1       | 4            | 0            | -                  | -                  | -             | -             | 30       | 1        |
| Karrierje során összesen | Karrierje során összesen | 332     | 34      | 50           | 4            | 62                 | 8                  | 4             | 2             | 448      | 48       |

1UEFA-bajnokok ligája, Európa-liga

2Olasz labdarúgó-szuperkupa

### Sorozatonkénti bontás
- Serie A: 332/34[46]
- Coppa Italia: 50/4
- Supercoppa Italiana: 4/2
- UEFA-bajnokok ligája: 37/4
- Európa-liga: 25/4
- Labdarúgó-világbajnokság: 8/1
- Labdarúgó-Európa-bajnokság: 9/1
- Konföderációs kupa: 7/2

### Válogatottban
| Válogatott  | Év   | Tétmeccsek | Tétmeccsek | Barátságos mérkőzések | Barátságos mérkőzések | Összesen | Összesen | Gólátlag |
| Válogatott  | Év   | Meccs      | Gól        | Meccs                 | Gól                   | Meccs    | Gól      | Gólátlag |
| ----------- | ---- | ---------- | ---------- | --------------------- | --------------------- | -------- | -------- | -------- |
| Olaszország | 2004 | 3          | 2          | 1                     | 0                     | 4        | 2        | 0.5      |
| Olaszország | 2005 | 5          | 0          | 5                     | 0                     | 10       | 0        | 0        |
| Olaszország | 2006 | 7          | 1          | 4                     | 1                     | 11       | 2        | 0.182    |
| Olaszország | 2007 | 5          | 0          | 1                     | 0                     | 6        | 0        | 0        |
| Olaszország | 2008 | 7          | 3          | 4                     | 0                     | 11       | 3        | 0.273    |
| Olaszország | 2009 | 8          | 1          | 1                     | 0                     | 9        | 1        | 0.111    |
| Olaszország | 2010 | 6          | 2          | 5                     | 0                     | 11       | 2        | 0.182    |
| Olaszország | 2011 | 4          | 0          | 4                     | 0                     | 8        | 0        | 0        |
| Olaszország | 2012 | 9          | 2          | 3                     | 1                     | 12       | 3        | 0.25     |
| Olaszország | 2013 | 5          | 1          | 4                     | 1                     | 9        | 2        | 0.222    |
| Összesen    |      | 59         | 12         | 32                    | 3                     | 91       | 15       | 0.165    |

### Góljai a válogatottban
|                             | Időpont              | Helyszín                                      | Ellenfél         | Állás | Eredmény | Kiírás                                         |
| --------------------------- | -------------------- | --------------------------------------------- | ---------------- | ----- | -------- | ---------------------------------------------- |
| 1.                          | 2004. szeptember 4.  | Renzo Barbera Stadion, Palermo, Olaszország   | Norvégia         | 1 – 1 | 2 – 1    | 2006-os labdarúgó-világbajnokság-selejtező     |
| 2.                          | 2004. október 13.    | Ennio Tardini Stadion, Parma, Olaszország     | Fehéroroszország | 2 – 0 | 4 – 3    | 2006-os labdarúgó-világbajnokság-selejtező     |
| 3.                          | 2006. március 1.     | Artemio Franchi Stadion, Firenze, Olaszország | Németország      | 3 – 0 | 4 – 1    | Barátságos mérkőzés                            |
| 4.                          | 2006. október 11.    | Boris Paichadze Stadion, Tbiliszi, Grúzia     | Grúzia           | 0 – 1 | 1 – 3    | 2008-as labdarúgó-Európa-bajnokság (selejtező) |
| 5.                          | 2008. június 17.     | Letzigrund, Zürich, Svájc                     | Franciaország    | 0 – 2 | 0 – 2    | 2008-as labdarúgó-Európa-bajnokság             |
| 6.                          | 2008. szeptember 10. | Friuli Stadion, Udine, Olaszország            | Grúzia           | 1 – 0 | 2 – 0    | 2010-es labdarúgó-világbajnokság-selejtező     |
| 7.                          | 2008. szeptember 10. | Friuli Stadion, Udine, Olaszország            | Grúzia           | 2 – 0 | 2 – 0    | 2010-es labdarúgó-világbajnokság-selejtező     |
| 8.                          | 2009. június 15.     | Loftus Versfeld Stadion, Pretoria, Dél-Afrika | Egyesült Államok | 1 – 2 | 1 – 3    | 2009-es konföderációs kupa                     |
| 9.                          | 2010. június 14.     | Cape Town Stadion, Fokváros, Dél-Afrika       | Paraguay         | 1 – 1 | 1 – 1    | 2010-es labdarúgó-világbajnokság               |
| 10.                         | 2010. szeptember 7.  | Artemio Franchi Stadion, Firenze, Olaszország | Feröer           | 2 – 0 | 5 – 0    | 2012-es labdarúgó-Európa-bajnokság (selejtező) |
| 11.                         | 2012. augusztus 15.  | Stade de Suisse, Bern, Svájc                  | Anglia           | 1 – 0 | 1 – 2    | Barátságos mérkőzés                            |
| 12.                         | 2012. október 12.    | Hrazdan Stadion, Jereván, Örményország        | Örményország     | 1 – 2 | 1 – 3    | 2014-es labdarúgó-világbajnokság-selejtező     |
| 13.                         | 2012. október 16.    | Giuseppe Meazza Stadion, Milánó, Olaszország  | Dánia            | 2 – 0 | 3 – 1    | 2014-es labdarúgó-világbajnokság-selejtező     |
| 14.                         | 2013. március 21.    | Stade de Genève, Genf, Svájc                  | Brazília         | 1 – 2 | 2 – 2    | Barátságos mérkőzés                            |
| 15.                         | 2013. június 19.     | Arena Pernambuco, Recife, Brazília            | Japán            | 1 – 2 | 4 – 3    | 2013-as konföderációs kupa                     |
| 16.                         | 2014. szeptember 4.  | San Nicola, Bari, Olaszország                 | Hollandia        | 2 – 0 | 2 – 0    | Barátságos mérkőzés                            |
| 2014. szeptember 4. szerint |                      |                                               |                  |       |          |                                                |

## Sikerei, díjai

### Klubcsapatban
Győztes
- Coppa Italia (2): 2006–07, 2007–08
- Supercoppa Italiana: 2007

Ezüstérmes
- Serie A (6): 2003–04, 2005–06, 2006–07, 2007–08, 2009–10, 2013–14,
- Coppa Italia (5): 2002–03, 2004–05, 2005–06, 2009–10, 2012–13
- Supercoppa Italiana (3): 2006, 2008, 2010

### Válogatottban
Győztes
- U21-es labdarúgó-Európa-bajnokság: 2004
- Labdarúgó-világbajnokság: 2006

Dobogós helyezések
- Olimpiai bronzérem: 2004
- Labdarúgó-Európa-bajnokság: 2012
- Konföderációs kupa: Bronzérem 2013

### Egyéni
- Serie A Az év fiatal labdarúgója: 2006
- Az év olasz labdarúgója: 2009
- 2012-es labdarúgó-Európa-bajnokság A Torna Csapata

### Rekordok
- Az AS Roma legtöbb olasz válogatott gólt szerző játékosa: 15 gól
- Az AS Roma legtöbb olasz válogatott meccset játszó játékosa: 97 meccs

### Rendek
- 5. osztály / Lovag: Cavaliere Ordine al Merito della Repubblica Italiana: 2004

 Sport Érdemrend: Collare d'Oro al Merito Sportivo: 2006
 4. osztály / Hivatalnok: Ufficiale Ordine al Merito della Repubblica Italiana: 2006

## Lásd még
- Egycsapatos labdarúgók listája

## Fordítás
Ez a szócikk részben vagy egészben  a   Daniele De Rossi című angol Wikipédia-szócikk ezen változatának fordításán alapul.  Az eredeti cikk szerkesztőit annak laptörténete sorolja fel. Ez a jelzés csupán a megfogalmazás eredetét és a szerzői jogokat jelzi, nem szolgál a cikkben szereplő információk forrásmegjelöléseként.